# 佩羅特的荒謬高塔
{{subst:Requested move/auto|佩罗特的瞭望塔}}
佩羅特的荒謬高塔（英語：Perrott's Folly）是坐落於英國伯明翰艾吉巴斯頓的一座塔，高達29米（96英尺），建於1758年。

## 歷史
1758年，當地富豪約翰·佩羅特（John Perrott）建造了該座高塔，傳聞被用於俯瞰觀察他個人的領地、與朋友聚會、狩獵，以及能夠在15英里外看到他妻子的墳墓。高塔按照建造者的名字被命名為「Perrott's Folly 」。
在1884年到1979年之間，佩羅特的荒謬高塔被伯明翰和米德蘭研究所用作氣象監控，也一度曾由伯明翰大學擁有。
由於英國著名奇幻文學作家J·R·R·托爾金童年時曾於該地居住過一段時間，因此佩羅特的荒謬高塔多被認為是托爾金作品中「雙塔」——巴拉多塔和歐散克塔的靈感來源。
佩羅特的荒謬高塔公司（The Perrott's Folly Company）成立於1984年，旨在翻新高塔並使其可供公眾參觀； 該公司從英格蘭遺產委員會和伯明翰市議會獲得了補助，以確保高塔的安全。2008年5月，高塔暫時性向公眾開放，舉辦為期兩週的藝術展覽。

## 外部連結
- https://web.archive.org/web/20180109181043/http://www.follyproject.org/
- 關於其詳細資料（217750），英格蘭圖庫，英格蘭遺產委員會

52°28′28″N 1°55′52″W / 52.4744°N 1.9312°W